# Angelini (album)
Angelini è il secondo album del cantautore Roberto Angelini uscito nel 2003 per la Virgin. L'album contiene il brano Gattomatto, diventato un vero e proprio tormentone estivo nell'estate 2003, e il secondo singolo La gioia del risveglio.

## Tracce
Testi e musiche di Roberto Angelini e Giuliano Boursier.
1. La notte è complice
2. La prima
3. Gattomatto
4. La gioia del risveglio
5. Solo con te
6. Marrakesh
7. Non fingere
8. 12 anni
9. Portiere di notte
10. Tornareanimali
11. Gocce di pioggia

## Formazione
- Roberto Angelini - voce, cori, chitarra
- Gilberto Bertoni - chitarra
- Umberto Ferraro - batteria elettronica
- Giuliano Boursier - tastiera, batteria elettronica, programmazione, pianoforte
- Elvezio Fortunato - chitarra
- Marco Mariniello - basso